# Tour de Sibiu 2020
La 10.ª edición de la competición ciclista Tour de Sibiu fue una carrera de ciclismo en ruta por etapas que se celebró entre el 23 y el 26 de julio de 2020 en Rumania, con inicio y final en la ciudad de Sibiu sobre un recorrido de 488,2 kilómetros.
La carrera formó parte del UCI Europe Tour 2020, calendario ciclístico de los Circuitos Continentales UCI, dentro de la categoría 2.1 y fue ganada por el austriaco Gregor Mühlberger del Bora-Hansgrohe. Completaron el podio, como segundo y tercer clasificado respectivamente, el también austriaco, y compañero de equipo del vencedor, Patrick Konrad y el suizo Matteo Badilatti del Israel Start-Up Nation.

## Equipos participantes
Tomaron parte en la carrera 22 equipos: 2 de categoría UCI WorldTeam, 3 de categoría UCI ProTeam, 16 de categoría Continental y una selección nacional. Formaron así un pelotón de 129 ciclistas de los que acabaron 104. Los equipos participantes fueron:
| WorldTeams (2)- Bora-Hansgrohe - Israel Start-Up Nation ProTeams (3)- Nippo Delko One Provence - Vini Zabù-KTM - Bardiani CSF Faizanè Equipos continentales (16)- Team Novak - Giotti Victoria-Palomar - À Bloc CT - Akros-Excelsior-Thömus - Elkov-Kasper - Cycling Team Friuli ASD - D'Amico UM Tools - Amore & Vita-Prodir - Mazowsze Serce Polski - CCC Development Team - Voster ATS Team - Bike Aid - Meridiana Kamen Team - Work Service Dynatek Vega - Team SKS Sauerland NRW - Wibatech Merx Equipo nacional- Rumania |
| |

## Recorrido
El Tour de Bihor dispuso de cinco etapas para un recorrido total de 488,2 kilómetros.
| Etapa       | Fecha     | Recorrido           | type                    | Distancia (km) | Ganador           | Líder             |
| ----------- | --------- | ------------------- | ----------------------- | -------------- | ----------------- | ----------------- |
| Prólogo     | 23 de jul | Sibiu – Sibiu       | contrarreloj individual | 2,5            | Nikodemus Holler  | Nikodemus Holler  |
| 1.ª etapa   | 24 de jul | Sibiu – Lago Bâlea  | etapa de montaña        | 183            | Gregor Mühlberger | Patrick Konrad    |
| 2.ª etapa   | 25 de jul | Sibiu – Sibiu       | etapa de media montaña  | 181,2          | Pascal Ackermann  | Patrick Konrad    |
| 3.ª etapa A | 26 de jul | Rășinari – Păltiniș | cronoescalada           | 12,5           | Gregor Mühlberger | Gregor Mühlberger |
| 3.ª etapa B | 26 de jul | Sibiu – Sibiu       | etapa llana             | 109            | Pascal Ackermann  | Gregor Mühlberger |

## Desarrollo de la carrera

### Prólogo
| Sibiu - Sibiu | contrarreloj individual | (2,5 km) |

| \| Clasificación de la etapa \| Clasificación de la etapa \| Clasificación de la etapa \| Clasificación de la etapa \| Clasificación de la etapa \| \| Ciclista \| Ciclista \| Equipo \| Tiempo \| \| \| ------------------------- \| ------------------------- \| ------------------------- \| ------------------------- \| ------------------------- \| \| 1.º \| Nikodemus Holler \| Bike Aid \| 3 min 34 s \| \| \| 2.º \| Kacper Walkowiak \| CCC Development \| + 2 s \| \| \| 3.º \| Wojciech Sykała \| Voster ATS Team \| + 3 s \| \| \| 4.º \| Adam Ťoupalík \| Elkov-Kasper \| + 5 s \| \| \| 5.º \| Matteo Rotondi \| Work Service-Dynatek-Vega \| + 9 s \| \| \| 6.º \| Jon Knolle \| Team SKS Sauerland NRW \| + 10 s \| \| \| 7.º \| Patryk Stosz \| Voster ATS Team \| + 12 s \| \| \| 8.º \| Iustin-Ioan Vaidian \| Rumania \| + 13 s \| \| \| 9.º \| Rudy Barbier \| Israel Start-Up Nation \| + 13 s \| \| \| 10.º \| Patrick Konrad \| Bora-Hansgrohe \| + 15 s \| \| |                     |                           |            |
| |                     |                           |            |
| Fuente: ProCyclingStats |                     |                           |            |
| Clasificación de la etapa |                     |                           |            |
| Ciclista | Ciclista            | Equipo                    | Tiempo     |
| 1.º | Nikodemus Holler    | Bike Aid                  | 3 min 34 s |
| 2.º | Kacper Walkowiak    | CCC Development           | + 2 s      |
| 3.º | Wojciech Sykała     | Voster ATS Team           | + 3 s      |
| 4.º | Adam Ťoupalík       | Elkov-Kasper              | + 5 s      |
| 5.º | Matteo Rotondi      | Work Service-Dynatek-Vega | + 9 s      |
| 6.º | Jon Knolle          | Team SKS Sauerland NRW    | + 10 s     |
| 7.º | Patryk Stosz        | Voster ATS Team           | + 12 s     |
| 8.º | Iustin-Ioan Vaidian | Rumania                   | + 13 s     |
| 9.º | Rudy Barbier        | Israel Start-Up Nation    | + 13 s     |
| 10.º | Patrick Konrad      | Bora-Hansgrohe            | + 15 s     |

| \| Clasificación general \| Clasificación general \| Clasificación general \| Clasificación general \| Clasificación general \| \| Ciclista \| Ciclista \| Equipo \| Tiempo \| \| \| --------------------- \| --------------------- \| ------------------------- \| --------------------- \| --------------------- \| \| 1.º \| Nikodemus Holler \| Bike Aid \| 3 min 34 s \| \| \| 2.º \| Kacper Walkowiak \| CCC Development \| + 2 s \| \| \| 3.º \| Wojciech Sykała \| Voster ATS Team \| + 3 s \| \| \| 4.º \| Adam Ťoupalík \| Elkov-Kasper \| + 5 s \| \| \| 5.º \| Matteo Rotondi \| Work Service-Dynatek-Vega \| + 9 s \| \| \| 6.º \| Jon Knolle \| Team SKS Sauerland NRW \| + 10 s \| \| \| 7.º \| Patryk Stosz \| Voster ATS Team \| + 12 s \| \| \| 8.º \| Iustin-Ioan Vaidian \| Rumania \| + 13 s \| \| \| 9.º \| Rudy Barbier \| Israel Start-Up Nation \| + 13 s \| \| \| 10.º \| Patrick Konrad \| Bora-Hansgrohe \| + 15 s \| \| |                     |                           |            |
| |                     |                           |            |
| Fuente: ProCyclingStats |                     |                           |            |
| Clasificación general |                     |                           |            |
| Ciclista | Ciclista            | Equipo                    | Tiempo     |
| 1.º | Nikodemus Holler    | Bike Aid                  | 3 min 34 s |
| 2.º | Kacper Walkowiak    | CCC Development           | + 2 s      |
| 3.º | Wojciech Sykała     | Voster ATS Team           | + 3 s      |
| 4.º | Adam Ťoupalík       | Elkov-Kasper              | + 5 s      |
| 5.º | Matteo Rotondi      | Work Service-Dynatek-Vega | + 9 s      |
| 6.º | Jon Knolle          | Team SKS Sauerland NRW    | + 10 s     |
| 7.º | Patryk Stosz        | Voster ATS Team           | + 12 s     |
| 8.º | Iustin-Ioan Vaidian | Rumania                   | + 13 s     |
| 9.º | Rudy Barbier        | Israel Start-Up Nation    | + 13 s     |
| 10.º | Patrick Konrad      | Bora-Hansgrohe            | + 15 s     |

### 1.ª etapa
| Sibiu - Lago Bâlea | etapa de montaña | (183 km) |

| \| Clasificación de la etapa \| Clasificación de la etapa \| Clasificación de la etapa \| Clasificación de la etapa \| Clasificación de la etapa \| \| Ciclista \| Ciclista \| Equipo \| Tiempo \| \| \| ------------------------- \| ------------------------- \| ------------------------- \| ------------------------- \| ------------------------- \| \| 1.º \| Gregor Mühlberger \| Bora-Hansgrohe \| 4 h 52 min 11 s \| \| \| 2.º \| Patrick Konrad \| Bora-Hansgrohe \| + 0 s \| \| \| 3.º \| Matteo Badilatti \| Israel Start-Up Nation \| + 16 s \| \| \| 4.º \| Rémy Rochas \| Nippo-Delko One Provence \| + 1 min 04 s \| \| \| 5.º \| Luca Wackermann \| Vini Zabù-KTM \| + 1 min 41 s \| \| \| 6.º \| Piotr Brożyna \| Voster ATS Team \| + 3 min 20 s \| \| \| 7.º \| Davide Rebellin \| Meridiana Kamen \| + 4 min 18 s \| \| \| 8.º \| Erik Bergstrom Frisk \| Bike Aid \| + 4 min 22 s \| \| \| 9.º \| Raúl Colombo \| Work Service-Dynatek-Vega \| + 7 min 06 s \| \| \| 10.º \| Karel Hník \| Elkov-Kasper \| + 4 min 30 s \| \| |                      |                           |                 |
| |                      |                           |                 |
| Fuente: ProCyclingStats |                      |                           |                 |
| Clasificación de la etapa |                      |                           |                 |
| Ciclista | Ciclista             | Equipo                    | Tiempo          |
| 1.º | Gregor Mühlberger    | Bora-Hansgrohe            | 4 h 52 min 11 s |
| 2.º | Patrick Konrad       | Bora-Hansgrohe            | + 0 s           |
| 3.º | Matteo Badilatti     | Israel Start-Up Nation    | + 16 s          |
| 4.º | Rémy Rochas          | Nippo-Delko One Provence  | + 1 min 04 s    |
| 5.º | Luca Wackermann      | Vini Zabù-KTM             | + 1 min 41 s    |
| 6.º | Piotr Brożyna        | Voster ATS Team           | + 3 min 20 s    |
| 7.º | Davide Rebellin      | Meridiana Kamen           | + 4 min 18 s    |
| 8.º | Erik Bergstrom Frisk | Bike Aid                  | + 4 min 22 s    |
| 9.º | Raúl Colombo         | Work Service-Dynatek-Vega | + 7 min 06 s    |
| 10.º | Karel Hník           | Elkov-Kasper              | + 4 min 30 s    |

| \| Clasificación general \| Clasificación general \| Clasificación general \| Clasificación general \| Clasificación general \| \| Ciclista \| Ciclista \| Equipo \| Tiempo \| \| \| --------------------- \| --------------------- \| ------------------------- \| --------------------- \| --------------------- \| \| 1.º \| Patrick Konrad \| Bora-Hansgrohe \| 4 h 55 min 54 s \| \| \| 2.º \| Gregor Mühlberger \| Bora-Hansgrohe \| + 3 s \| \| \| 3.º \| Matteo Badilatti \| Israel Start-Up Nation \| + 53 s \| \| \| 4.º \| Rémy Rochas \| Nippo-Delko One Provence \| + 1 min 20 s \| \| \| 5.º \| Luca Wackermann \| Vini Zabù-KTM \| + 2 min 40 s \| \| \| 6.º \| Piotr Brożyna \| Voster ATS Team \| + 3 min 38 s \| \| \| 7.º \| Erik Bergstrom Frisk \| Bike Aid \| + 4 min 40 s \| \| \| 8.º \| Davide Rebellin \| Meridiana Kamen \| + 4 min 40 s \| \| \| 9.º \| Karel Hník \| Elkov-Kasper \| + 4 min 45 s \| \| \| 10.º \| Raúl Colombo \| Work Service-Dynatek-Vega \| + 5 min 10 s \| \| |                      |                           |                 |
| |                      |                           |                 |
| Fuente: ProCyclingStats |                      |                           |                 |
| Clasificación general |                      |                           |                 |
| Ciclista | Ciclista             | Equipo                    | Tiempo          |
| 1.º | Patrick Konrad       | Bora-Hansgrohe            | 4 h 55 min 54 s |
| 2.º | Gregor Mühlberger    | Bora-Hansgrohe            | + 3 s           |
| 3.º | Matteo Badilatti     | Israel Start-Up Nation    | + 53 s          |
| 4.º | Rémy Rochas          | Nippo-Delko One Provence  | + 1 min 20 s    |
| 5.º | Luca Wackermann      | Vini Zabù-KTM             | + 2 min 40 s    |
| 6.º | Piotr Brożyna        | Voster ATS Team           | + 3 min 38 s    |
| 7.º | Erik Bergstrom Frisk | Bike Aid                  | + 4 min 40 s    |
| 8.º | Davide Rebellin      | Meridiana Kamen           | + 4 min 40 s    |
| 9.º | Karel Hník           | Elkov-Kasper              | + 4 min 45 s    |
| 10.º | Raúl Colombo         | Work Service-Dynatek-Vega | + 5 min 10 s    |

### 2.ª etapa
| Sibiu - Sibiu | etapa de media montaña | (181,2 km) |

| \| Clasificación de la etapa \| Clasificación de la etapa \| Clasificación de la etapa \| Clasificación de la etapa \| Clasificación de la etapa \| \| Ciclista \| Ciclista \| Equipo \| Tiempo \| \| \| ------------------------- \| ------------------------- \| ------------------------- \| ------------------------- \| ------------------------- \| \| 1.º \| Pascal Ackermann \| Bora-Hansgrohe \| 3 h 58 min 58 s \| \| \| 2.º \| Rudy Barbier \| Israel Start-Up Nation \| + 0 s \| \| \| 3.º \| Riccardo Stacchiotti \| Vini Zabù-KTM \| + 0 s \| \| \| 4.º \| Eduard-Michael Grosu \| Nippo-Delko One Provence \| + 0 s \| \| \| 5.º \| Adam Ťoupalík \| Elkov-Kasper \| + 0 s \| \| \| 6.º \| Patryk Stosz \| Voster ATS Team \| + 0 s \| \| \| 7.º \| Paweł Bernas \| Mazowsze Serce Polski \| + 0 s \| \| \| 8.º \| Filippo Fiorelli \| Bardiani CSF Faizanè \| + 0 s \| \| \| 9.º \| Lars Kulbe \| Team SKS Sauerland NRW \| + 0 s \| \| \| 10.º \| Petr Kelemen \| CCC Development \| + 0 s \| \| |                      |                          |                 |
| |                      |                          |                 |
| Fuente: ProCyclingStats |                      |                          |                 |
| Clasificación de la etapa |                      |                          |                 |
| Ciclista | Ciclista             | Equipo                   | Tiempo          |
| 1.º | Pascal Ackermann     | Bora-Hansgrohe           | 3 h 58 min 58 s |
| 2.º | Rudy Barbier         | Israel Start-Up Nation   | + 0 s           |
| 3.º | Riccardo Stacchiotti | Vini Zabù-KTM            | + 0 s           |
| 4.º | Eduard-Michael Grosu | Nippo-Delko One Provence | + 0 s           |
| 5.º | Adam Ťoupalík        | Elkov-Kasper             | + 0 s           |
| 6.º | Patryk Stosz         | Voster ATS Team          | + 0 s           |
| 7.º | Paweł Bernas         | Mazowsze Serce Polski    | + 0 s           |
| 8.º | Filippo Fiorelli     | Bardiani CSF Faizanè     | + 0 s           |
| 9.º | Lars Kulbe           | Team SKS Sauerland NRW   | + 0 s           |
| 10.º | Petr Kelemen         | CCC Development          | + 0 s           |

| \| Clasificación general \| Clasificación general \| Clasificación general \| Clasificación general \| Clasificación general \| \| Ciclista \| Ciclista \| Equipo \| Tiempo \| \| \| --------------------- \| --------------------- \| ------------------------ \| --------------------- \| --------------------- \| \| 1.º \| Patrick Konrad \| Bora-Hansgrohe \| 8 h 54 min 52 s \| \| \| 2.º \| Gregor Mühlberger \| Bora-Hansgrohe \| + 3 s \| \| \| 3.º \| Matteo Badilatti \| Israel Start-Up Nation \| + 53 s \| \| \| 4.º \| Rémy Rochas \| Nippo-Delko One Provence \| + 1 min 20 s \| \| \| 5.º \| Luca Wackermann \| Vini Zabù-KTM \| + 2 min 40 s \| \| \| 6.º \| Piotr Brożyna \| Voster ATS Team \| + 3 min 38 s \| \| \| 7.º \| Davide Rebellin \| Meridiana Kamen \| + 4 min 40 s \| \| \| 8.º \| Karel Hník \| Elkov-Kasper \| + 4 min 45 s \| \| \| 9.º \| Petr Kelemen \| CCC Development \| + 5 min 21 s \| \| \| 10.º \| Robin Froidevaux \| Akros-Excelsior-Thömus \| + 5 min 28 s \| \| |                   |                          |                 |
| |                   |                          |                 |
| Fuente: ProCyclingStats |                   |                          |                 |
| Clasificación general |                   |                          |                 |
| Ciclista | Ciclista          | Equipo                   | Tiempo          |
| 1.º | Patrick Konrad    | Bora-Hansgrohe           | 8 h 54 min 52 s |
| 2.º | Gregor Mühlberger | Bora-Hansgrohe           | + 3 s           |
| 3.º | Matteo Badilatti  | Israel Start-Up Nation   | + 53 s          |
| 4.º | Rémy Rochas       | Nippo-Delko One Provence | + 1 min 20 s    |
| 5.º | Luca Wackermann   | Vini Zabù-KTM            | + 2 min 40 s    |
| 6.º | Piotr Brożyna     | Voster ATS Team          | + 3 min 38 s    |
| 7.º | Davide Rebellin   | Meridiana Kamen          | + 4 min 40 s    |
| 8.º | Karel Hník        | Elkov-Kasper             | + 4 min 45 s    |
| 9.º | Petr Kelemen      | CCC Development          | + 5 min 21 s    |
| 10.º | Robin Froidevaux  | Akros-Excelsior-Thömus   | + 5 min 28 s    |

### 3.ª etapa A
| Rășinari - Păltiniș | cronoescalada | (12,5 km) |

| \| Clasificación de la etapa \| Clasificación de la etapa \| Clasificación de la etapa \| Clasificación de la etapa \| Clasificación de la etapa \| \| Ciclista \| Ciclista \| Equipo \| Tiempo \| \| \| ------------------------- \| ------------------------- \| ------------------------- \| ------------------------- \| ------------------------- \| \| 1.º \| Gregor Mühlberger \| Bora-Hansgrohe \| 26 min 11 s \| \| \| 2.º \| Matteo Badilatti \| Israel Start-Up Nation \| + 1 min 02 s \| \| \| 3.º \| Patrick Konrad \| Bora-Hansgrohe \| + 1 min 04 s \| \| \| 4.º \| Rémy Rochas \| Nippo-Delko One Provence \| + 1 min 30 s \| \| \| 5.º \| Piotr Brożyna \| Voster ATS Team \| + 1 min 47 s \| \| \| 6.º \| Serghei Țvetcov \| Team Sapura Cycling \| + 1 min 50 s \| \| \| 7.º \| Adne van Engelen \| Bike Aid \| + 2 min 01 s \| \| \| 8.º \| Lucas De Rossi \| Nippo-Delko One Provence \| + 2 min 05 s \| \| \| 9.º \| Adam Stachowiak \| Voster ATS Team \| + 2 min 05 s \| \| \| 10.º \| Michael Kukrle \| Elkov-Kasper \| + 2 min 20 s \| \| |                   |                          |              |
| |                   |                          |              |
| Fuente: ProCyclingStats |                   |                          |              |
| Clasificación de la etapa |                   |                          |              |
| Ciclista | Ciclista          | Equipo                   | Tiempo       |
| 1.º | Gregor Mühlberger | Bora-Hansgrohe           | 26 min 11 s  |
| 2.º | Matteo Badilatti  | Israel Start-Up Nation   | + 1 min 02 s |
| 3.º | Patrick Konrad    | Bora-Hansgrohe           | + 1 min 04 s |
| 4.º | Rémy Rochas       | Nippo-Delko One Provence | + 1 min 30 s |
| 5.º | Piotr Brożyna     | Voster ATS Team          | + 1 min 47 s |
| 6.º | Serghei Țvetcov   | Team Sapura Cycling      | + 1 min 50 s |
| 7.º | Adne van Engelen  | Bike Aid                 | + 2 min 01 s |
| 8.º | Lucas De Rossi    | Nippo-Delko One Provence | + 2 min 05 s |
| 9.º | Adam Stachowiak   | Voster ATS Team          | + 2 min 05 s |
| 10.º | Michael Kukrle    | Elkov-Kasper             | + 2 min 20 s |

| \| Clasificación general \| Clasificación general \| Clasificación general \| Clasificación general \| Clasificación general \| \| Ciclista \| Ciclista \| Equipo \| Tiempo \| \| \| --------------------- \| --------------------- \| ------------------------ \| --------------------- \| --------------------- \| \| 1.º \| Gregor Mühlberger \| Bora-Hansgrohe \| 9 h 21 min 06 s \| \| \| 2.º \| Patrick Konrad \| Bora-Hansgrohe \| + 1 min 01 s \| \| \| 3.º \| Matteo Badilatti \| Israel Start-Up Nation \| + 1 min 52 s \| \| \| 4.º \| Rémy Rochas \| Nippo-Delko One Provence \| + 2 min 47 s \| \| \| 5.º \| Piotr Brożyna \| Voster ATS Team \| + 5 min 22 s \| \| \| 6.º \| Luca Wackermann \| Vini Zabù-KTM \| + 5 min 54 s \| \| \| 7.º \| Adne van Engelen \| Bike Aid \| + 7 min 41 s \| \| \| 8.º \| Davide Rebellin \| Meridiana Kamen \| + 7 min 47 s \| \| \| 9.º \| Marco Tizza \| Amore & Vita-Prodir \| + 7 min 59 s \| \| \| 10.º \| Filippo Fiorelli \| Bardiani CSF Faizanè \| + 8 min 04 s \| \| |                   |                          |                 |
| |                   |                          |                 |
| Fuente: ProCyclingStats |                   |                          |                 |
| Clasificación general |                   |                          |                 |
| Ciclista | Ciclista          | Equipo                   | Tiempo          |
| 1.º | Gregor Mühlberger | Bora-Hansgrohe           | 9 h 21 min 06 s |
| 2.º | Patrick Konrad    | Bora-Hansgrohe           | + 1 min 01 s    |
| 3.º | Matteo Badilatti  | Israel Start-Up Nation   | + 1 min 52 s    |
| 4.º | Rémy Rochas       | Nippo-Delko One Provence | + 2 min 47 s    |
| 5.º | Piotr Brożyna     | Voster ATS Team          | + 5 min 22 s    |
| 6.º | Luca Wackermann   | Vini Zabù-KTM            | + 5 min 54 s    |
| 7.º | Adne van Engelen  | Bike Aid                 | + 7 min 41 s    |
| 8.º | Davide Rebellin   | Meridiana Kamen          | + 7 min 47 s    |
| 9.º | Marco Tizza       | Amore & Vita-Prodir      | + 7 min 59 s    |
| 10.º | Filippo Fiorelli  | Bardiani CSF Faizanè     | + 8 min 04 s    |

### 3.ª etapa B
| Sibiu - Sibiu | etapa llana | (109 km) |

| \| Clasificación de la etapa \| Clasificación de la etapa \| Clasificación de la etapa \| Clasificación de la etapa \| Clasificación de la etapa \| \| Ciclista \| Ciclista \| Equipo \| Tiempo \| \| \| ------------------------- \| ------------------------- \| ------------------------- \| ------------------------- \| ------------------------- \| \| 1.º \| Pascal Ackermann \| Bora-Hansgrohe \| 2 h 15 min 38 s \| \| \| 2.º \| Michael Schwarzmann \| Bora-Hansgrohe \| + 0 s \| \| \| 3.º \| Eduard-Michael Grosu \| Nippo-Delko One Provence \| + 0 s \| \| \| 4.º \| Adam Ťoupalík \| Elkov-Kasper \| + 0 s \| \| \| 5.º \| Davide Appollonio \| Amore & Vita-Prodir \| + 0 s \| \| \| 6.º \| Lars Kulbe \| Team SKS Sauerland NRW \| + 0 s \| \| \| 7.º \| Patryk Stosz \| Voster ATS Team \| + 0 s \| \| \| 8.º \| Emanuele Onesti \| Giotti Victoria \| + 0 s \| \| \| 9.º \| Filippo Fiorelli \| Bardiani CSF Faizanè \| + 0 s \| \| \| 10.º \| Federico Burchio \| Work Service-Dynatek-Vega \| + 0 s \| \| |                      |                           |                 |
| |                      |                           |                 |
| Fuente: ProCyclingStats |                      |                           |                 |
| Clasificación de la etapa |                      |                           |                 |
| Ciclista | Ciclista             | Equipo                    | Tiempo          |
| 1.º | Pascal Ackermann     | Bora-Hansgrohe            | 2 h 15 min 38 s |
| 2.º | Michael Schwarzmann  | Bora-Hansgrohe            | + 0 s           |
| 3.º | Eduard-Michael Grosu | Nippo-Delko One Provence  | + 0 s           |
| 4.º | Adam Ťoupalík        | Elkov-Kasper              | + 0 s           |
| 5.º | Davide Appollonio    | Amore & Vita-Prodir       | + 0 s           |
| 6.º | Lars Kulbe           | Team SKS Sauerland NRW    | + 0 s           |
| 7.º | Patryk Stosz         | Voster ATS Team           | + 0 s           |
| 8.º | Emanuele Onesti      | Giotti Victoria           | + 0 s           |
| 9.º | Filippo Fiorelli     | Bardiani CSF Faizanè      | + 0 s           |
| 10.º | Federico Burchio     | Work Service-Dynatek-Vega | + 0 s           |

## Clasificaciones finales
- Las clasificaciones finalizaron de la siguiente forma:[4]

### Clasificación general
| \| Clasificación general \| Clasificación general \| Clasificación general \| Clasificación general \| Clasificación general \| \| Ciclista \| Ciclista \| Equipo \| Tiempo \| \| \| --------------------- \| --------------------- \| ------------------------ \| --------------------- \| --------------------- \| \| 1.º \| Gregor Mühlberger \| Bora-Hansgrohe \| 11 h 36 min 44 s \| \| \| 2.º \| Patrick Konrad \| Bora-Hansgrohe \| + 1 min 01 s \| \| \| 3.º \| Matteo Badilatti \| Israel Start-Up Nation \| + 1 min 52 s \| \| \| 4.º \| Rémy Rochas \| Nippo-Delko One Provence \| + 2 min 47 s \| \| \| 5.º \| Piotr Brożyna \| Voster ATS Team \| + 5 min 22 s \| \| \| 6.º \| Luca Wackermann \| Vini Zabù-KTM \| + 5 min 54 s \| \| \| 7.º \| Adne van Engelen \| Bike Aid \| + 7 min 41 s \| \| \| 8.º \| Davide Rebellin \| Meridiana Kamen \| + 7 min 47 s \| \| \| 9.º \| Marco Tizza \| Amore & Vita-Prodir \| + 7 min 59 s \| \| \| 10.º \| Filippo Fiorelli \| Bardiani CSF Faizanè \| + 8 min 04 s \| \| |                   |                          |                  |
| |                   |                          |                  |
| Fuente: ProCyclingStats |                   |                          |                  |
| Clasificación general |                   |                          |                  |
| Ciclista | Ciclista          | Equipo                   | Tiempo           |
| 1.º | Gregor Mühlberger | Bora-Hansgrohe           | 11 h 36 min 44 s |
| 2.º | Patrick Konrad    | Bora-Hansgrohe           | + 1 min 01 s     |
| 3.º | Matteo Badilatti  | Israel Start-Up Nation   | + 1 min 52 s     |
| 4.º | Rémy Rochas       | Nippo-Delko One Provence | + 2 min 47 s     |
| 5.º | Piotr Brożyna     | Voster ATS Team          | + 5 min 22 s     |
| 6.º | Luca Wackermann   | Vini Zabù-KTM            | + 5 min 54 s     |
| 7.º | Adne van Engelen  | Bike Aid                 | + 7 min 41 s     |
| 8.º | Davide Rebellin   | Meridiana Kamen          | + 7 min 47 s     |
| 9.º | Marco Tizza       | Amore & Vita-Prodir      | + 7 min 59 s     |
| 10.º | Filippo Fiorelli  | Bardiani CSF Faizanè     | + 8 min 04 s     |

### Clasificación de la montaña
| Clasificación de la montaña | Clasificación de la montaña | Clasificación de la montaña | Clasificación de la montaña | Clasificación de la montaña |
| Ciclista                    | Ciclista                    | Equipo                      | Puntos                      |                             |
| --------------------------- | --------------------------- | --------------------------- | --------------------------- | --------------------------- |
| 1.º                         | Gregor Mühlberger           | Bora-Hansgrohe              | 37 pts                      |                             |
| 2.º                         | Patrick Konrad              | Bora-Hansgrohe              | 24 pts                      |                             |
| 3.º                         | Matteo Badilatti            | Israel Start-Up Nation      | 24 pts                      |                             |
| 4.º                         | Rémy Rochas                 | Nippo-Delko One Provence    | 22 pts                      |                             |
| 5.º                         | Piotr Brożyna               | Voster ATS Team             | 12 pts                      |                             |
| 6.º                         | Luca Wackermann             | Vini Zabù-KTM               | 12 pts                      |                             |
| 7.º                         | Davide Rebellin             | Meridiana Kamen             | 8 pts                       |                             |
| 8.º                         | Erik Bergstrom Frisk        | Bike Aid                    | 7 pts                       |                             |
| 9.º                         | Raúl Colombo                | Work Service-Dynatek-Vega   | 6 pts                       |                             |
| 10.º                        | Tomasz Budziński            | Wibatech Merx               | 6 pts                       |                             |

### Clasificación de los puntos
| Clasificación por puntos | Clasificación por puntos | Clasificación por puntos | Clasificación por puntos | Clasificación por puntos |
| Ciclista                 | Ciclista                 | Equipo                   | Puntos                   |                          |
| ------------------------ | ------------------------ | ------------------------ | ------------------------ | ------------------------ |
| 1.º                      | Gregor Mühlberger        | Bora-Hansgrohe           | 51 pts                   |                          |
| 2.º                      | Pascal Ackermann         | Bora-Hansgrohe           | 50 pts                   |                          |
| 3.º                      | Patrick Konrad           | Bora-Hansgrohe           | 42 pts                   |                          |
| 4.º                      | Adam Ťoupalík            | Elkov-Kasper             | 40 pts                   |                          |
| 5.º                      | Matteo Badilatti         | Israel Start-Up Nation   | 36 pts                   |                          |
| 6.º                      | Eduard-Michael Grosu     | Nippo-Delko One Provence | 30 pts                   |                          |
| 7.º                      | Rémy Rochas              | Nippo-Delko One Provence | 28 pts                   |                          |
| 8.º                      | Patryk Stosz             | Voster ATS Team          | 28 pts                   |                          |
| 9.º                      | Piotr Brożyna            | Voster ATS Team          | 25 pts                   |                          |
| 10.º                     | Nikodemus Holler         | Bike Aid                 | 25 pts                   |                          |

### Clasificación de los jóvenes
| Clasificación del mejor joven | Clasificación del mejor joven | Clasificación del mejor joven | Clasificación del mejor joven | Clasificación del mejor joven |
| Ciclista                      | Ciclista                      | Equipo                        | Tiempo                        |                               |
| ----------------------------- | ----------------------------- | ----------------------------- | ----------------------------- | ----------------------------- |
| 1.º                           | Erik Bergstrom Frisk          | Bike Aid                      | 11 h 44 min 56 s              |                               |
| 2.º                           | Petr Kelemen                  | CCC Development               | + 1 s                         |                               |
| 3.º                           | Robin Froidevaux              | Akros-Excelsior-Thömus        | + 38 s                        |                               |
| 4.º                           | Davide Bais                   | Cycling Team Friuli ASD       | + 2 min 44 s                  |                               |
| 5.º                           | Piotr Pekala                  | CCC Development               | + 3 min 09 s                  |                               |
| 6.º                           | Johannes Adamietz             | Team SKS Sauerland NRW        | + 3 min 38 s                  |                               |
| 7.º                           | Antoine Debons                | Akros-Excelsior-Thömus        | + 3 min 38 s                  |                               |
| 8.º                           | Szymon Tracz                  | CCC Development               | + 6 min 53 s                  |                               |
| 9.º                           | Marcin Budziński              | Wibatech Merx                 | + 7 min 00 s                  |                               |
| 10.º                          | Gabriele Petrelli             | Cycling Team Friuli ASD       | + 10 min 43 s                 |                               |

### Clasificación por equipos
| Clasificación por equipos | Clasificación por equipos | Clasificación por equipos | Clasificación por equipos |
| Equipo                    | Equipo                    | Tiempo                    |                           |
| ------------------------- | ------------------------- | ------------------------- | ------------------------- |
| 1.º                       | Elkov-Kasper              | 35 h 17 min 00 s          |                           |
| 2.º                       | Vini Zabù-KTM             | + 42 s                    |                           |
| 3.º                       | Nippo Delko One Provence  | + 2 min 12 s              |                           |
| 4.º                       | Bike Aid                  | + 3 min 35 s              |                           |
| 5.º                       | CCC Development Team      | + 5 min 53 s              |                           |
| 6.º                       | Bora-Hansgrohe            | + 7 min 51 s              |                           |
| 7.º                       | Mazowsze Serce Polski     | + 10 min 49 s             |                           |
| 8.º                       | Israel Start-Up Nation    | + 13 min 42 s             |                           |
| 9.º                       | Voster ATS Team           | + 13 min 55 s             |                           |
| 10.º                      | Work Service Dynatek Vega | + 15 min 07 s             |                           |

## Evolución de las clasificaciones
| Etapa                   | Vencedor                | Clasificación general | Clasificación de la montaña | Clasificación de los puntos | Clasificación de los jóvenes | Clasificación por equipos |
| ----------------------- | ----------------------- | --------------------- | --------------------------- | --------------------------- | ---------------------------- | ------------------------- |
| Prólogo                 | Nikodemus Holler        | Nikodemus Holler      | no se entregó               | Nikodemus Holler            | Kacper Walkowiak             | CCC Development Team      |
| 1.ª                     | Gregor Mühlberger       | Patrick Konrad        | Gregor Mühlberger           | Patrick Konrad              | Erik Bergström Frisk         | Vini Zabù-KTM             |
| 2.ª                     | Pascal Ackermann        | Patrick Konrad        | Gregor Mühlberger           | Rudy Barbier                | Petr Kelemen                 | Vini Zabù-KTM             |
| 3.ª A                   | Gregor Mühlberger       | Gregor Mühlberger     | Gregor Mühlberger           | Gregor Mühlberger           | Erik Bergström Frisk         | Elkov-Kasper              |
| 3.ª B                   | Pascal Ackermann        | Gregor Mühlberger     | Gregor Mühlberger           | Gregor Mühlberger           | Erik Bergström Frisk         | Elkov-Kasper              |
| Clasificaciones finales | Clasificaciones finales | Gregor Mühlberger     | Gregor Mühlberger           | Gregor Mühlberger           | Erik Bergström Frisk         | Elkov-Kasper              |

## UCI World Ranking
El Tour de Sibiu otorgó puntos para el UCI World Ranking para corredores de los equipos en las categorías UCI WorldTeam, UCI ProTeam y Continental. Las siguientes tablas son el baremo de puntuación y los 10 corredores que obtuvieron más puntos:
| Posición              | 1.º | 2.º | 3.º | 4.º | 5.º | 6.º | 7.º | 8.º | 9.º | 10.º | 11.º | 12.º | 13.º-15.º | 16.º-25.º |
| Clasificación general | 125 | 85  | 70  | 60  | 50  | 40  | 35  | 30  | 25  | 20   | 15   | 10   | 5         | 3         |
| Por etapa             | 14  | 5   | 3   |     |     |     |     |     |     |      |      |      |           |           |
| Líder                 | 3   |     |     |     |     |     |     |     |     |      |      |      |           |           |

| Clasificación |                   |                          |         |       |       |       |
| Posición      | Ciclista          | Equipo                   | General | Etapa | Líder | Total |
| ------------- | ----------------- | ------------------------ | ------- | ----- | ----- | ----- |
| 1.º           | Gregor Mühlberger | Bora-Hansgrohe           | 125     | 28    | 3     | 156   |
| 2.º           | Patrick Konrad    | Bora-Hansgrohe           | 85      | 8     | 6     | 99    |
| 3.º           | Matteo Badilatti  | Israel Start-Up Nation   | 70      | 8     | -     | 78    |
| 4.º           | Rémy Rochas       | NIPPO DELKO One Provence | 60      | -     | -     | 60    |
| 5.º           | Piotr Brożyna     | Voster ATS               | 50      | -     | -     | 50    |
| 6.º           | Luca Wackermann   | Vini Zabù-KTM            | 40      | -     | -     | 40    |
| 7.º           | Adne van Engelen  | Bike Aid                 | 35      | -     | -     | 35    |
| 8.º           | Davide Rebellin   | Meridiana Kamen          | 30      | -     | -     | 30    |
| 9.º           | Pascal Ackermann  | Bora-Hansgrohe           | -       | 28    | -     | 28    |
| 10.º          | Marco Tizza       | Amore & Vita-Prodir      | 25      | -     | -     | 25    |